# Salzburger Spekulationsskandal
Der Salzburger Spekulationsskandal, auch Salzburger Finanzskandal genannt, wurde im Dezember 2012 bekannt. Spekulative Finanzveranlagungen des österreichischen Bundeslandes Salzburg durch eine leitende Mitarbeiterin der Finanzabteilung in den vergangenen Jahren verursachten einen Schaden in Höhe von rund 350 Millionen Euro. Unter Einbeziehung der Kosten für die Aufarbeitung des Skandals und fälliger Nachzahlungen an das Finanzamt betrug der Gesamtschaden für das Land rund 530 Millionen Euro.
Die Hauptangeklagte Monika Rathgeber wurde Februar 2016 wegen schweren Betruges und Urkundenfälschung ohne eigenen Bereicherungsvorsatz zu einer Freiheitsstrafe von drei Jahren, wovon zwei Jahre Haft zur Bewährung ausgesetzt wurden, verurteilt. Das relativ milde Urteil erklärt sich durch das geständige Verhalten der Angeklagten und die Tatsache, dass sie sich dabei nicht selbst bereichert hat. Nutznießer der Zahlungen waren Gebietskörperschaften.
Der Skandal führte zum Rücktritt des Landeshauptmann-Stellvertreters David Brenner und in weiterer Folge zu vorgezogenen Neuwahlen des Landtages, bei denen die Regierungsparteien SPÖ und  ÖVP massive Verluste erlitten. In einem Nebenverfahren wegen der Übertragung von Swap-Papieren der Stadt Salzburg an das Land wurden der frühere Bürgermeister Heinz Schaden (SPÖ) und der frühere Landesrat Othmar Raus (SPÖ) im Oktober 2019 rechtskräftig wegen Untreue zu mehrjährigen teils bedingten Haftstrafen verurteilt.

## Chronologie
Laut Presseberichten soll Monika Rathgeber, die Juristin und Leiterin eines Referats in der Finanzabteilung des Amtes der Salzburger Landesregierung, am 26. November 2012 ihrem (politischen) Ressortchef, Finanzlandesrat David Brenner (SPÖ), gestanden haben, „seit Jahren an allen Kontrollen vorbei in geheimen Aktien- und Anleihen-Portfolios mit dem Steuergeld des Landes spekuliert zu haben.“ Die Referatsleiterin war im Februar 2003 vom damaligen Finanzlandesrat Wolfgang Eisl (ÖVP) – im Zivilberuf Wirtschaftsprüfer – mit der Vollmacht für Handelsgeschäfte mit Firmen und Institutionen betraut worden. Diese Vollmacht soll – laut einer anonymen Sachverhaltsdarstellung an die Korruptionsstaatsanwaltschaft – verfassungswidrig sein, denn in Artikel 48, Ziffer 1 der Salzburger Landesverfassung steht: „Ohne Zustimmung des Landtages können keine Anleihen des Landes aufgenommen und keine Bürgschaften zu Lasten des Landes eingegangen werden.“ Als der damalige Leiter der Landesbuchhaltung und heutige Direktor des Landesrechnungshofes, Manfred Müller, auf die Risiken derartiger Geschäfte hinwies, wurde ihm vom Finanzlandesrat Eisl mitgeteilt, dies falle nicht in seinen Zuständigkeitsbereich.
Eisls Nachfolger als Finanzlandesrat, Othmar Raus (SPÖ), beließ die Referatsleiterin nach seiner Bestellung im Jahr 2004 in ihrer Funktion. Ab 2006 berechnete die Deutsche Bank täglich den Wert des Gesamtportfolios. 2007 erließ Raus neue Richtlinien für das Finanzmanagement, senkte die Risikolimits und setzte einen Finanzbeirat ein. Im Juni 2008 bestätigte der neue Finanzlandesrat Brenner die Vollmacht für Handelsgeschäfte mit Firmen und Institutionen vom Februar 2003, im September 2008 warnten Bankvertreter den Politiker vor Verlusten bei Zinsswap-Geschäften. Im Juli 2009 tadelte der Rechnungshof die untersuchten Derivatgeschäfte von 2002 bis 2007 und empfahl, die Risiken deutlich zu senken.  Im Mai 2012 kam es erstmals zu Konflikten zwischen der Referatsleiterin und ihrem direkten Vorgesetzten Eduard Paulus. Ihr wurde vorgeworfen, den Empfehlungen des Finanzbeirats zuwidergehandelt zu haben. Im Juli verlor Frau Rathgeber die Vollmacht und wurde auf einen zweimonatigen Urlaub geschickt. Ihre Nachfolger als Finanzmanager des Landes erhielten von Landesrat Brenner im Juli 2012 ebenfalls umfangreiche Vollmachten für Spekulationsgeschäfte, wobei kein Limit für das zulässige Geschäftsvolumen angegeben wurde und ausdrücklich auch die Möglichkeit genannt wurde, „zum Zwecke der Durchführung von Handelsgeschäften eingeräumte Kredite in Anspruch zu nehmen“. Im Oktober soll der Nachfolger als Referatsleiter, Harald Kutschera, ehemaliger Mitarbeiter der Deutschen Bank, entdeckt haben, dass seine Vorgängerin Monika Rathgeber zusätzlich zu 50 offiziellen noch weitere 253 Derivatsgeschäfte abgeschlossen habe, die in den offiziellen Unterlagen nicht auftauchen würden. Im Untersuchungsausschuss bestätigte der Mitarbeiter der beschuldigten Referatsleiterin, dass die Geschäfte sehr wohl in der Abteilung bekannt gewesen seien, jedoch nicht der Deutschen Bank gemeldet worden waren. Dies ergab sich auch aus der Befragung von Günter Lassak, der bei Finanzbeiratssitzungen des Landes Salzburg anwesend war. Konkret sind die Geschäfte, die für Landesfonds abgeschlossen wurden, nicht an die Deutsche Bank gemeldet worden.
Die Referatsleiterin Monika Rathgeber wurde Ende November fristlos entlassen und wegen Untreue, Amtsmissbrauch und Urkundenfälschung strafrechtlich angezeigt. Im Zuge des Skandals kündigte David Brenner am 14. Dezember 2012 seinen Rücktritt mit Wirkung vom 23. Jänner 2013 an, nachdem er von den anderen Landtagsparteien für seine zögerliche Informationspolitik im Rahmen des Skandals kritisiert worden war. Alle im Landtag vertretenen Parteien haben sich für vorgezogene Neuwahlen des Salzburger Landtages im Frühjahr 2013 ausgesprochen, jedoch standen 54 % der Salzburger Bevölkerung einer Neuwahl skeptisch bis ablehnend gegenüber.
Am 17. Dezember 2012 wurde auch bekannt, dass der Personallandesrat Sepp Eisl eine Disziplinaranzeige gegen Hofrat Eduard Paulus eingebracht hat. Paulus war zu dem Zeitpunkt ÖVP-Mitglied. Er wurde am 3. Dezember von der anonymen Gruppierung „Salzburger Beamtenschaft“  auch wegen des Verdachts des Amtsmissbrauchs und der Untreue strafrechtlich angezeigt.
Am 16. Jänner 2013 legt der scheidende Finanzlandesrat Brenner den „Expertenbericht zur finanziellen Lage vom Land Salzburg“ dem Finanzüberwachungsausschuss des Salzburger Landtags vor. Diesem, sowie auch der dazugehörigen Grafik „Finanzlage des Landes Salzburg“ (ebenfalls mit 16. Jänner datiert), ist zu entnehmen, dass entgegen dem vom Land erwarteten Vermögensdefizit von bis zu 340 Millionen Euro per Ende 2012 ein rechnerischer Vermögensüberhang von 74 Millionen Euro bestand, der sich aus der Differenz der Summe des Finanzvermögens mit 1.902 Millionen Euro und der Summe der „Verbindlichkeiten aus Finanzmanagement“ mit 1.828 Millionen Euro ergab. Allerdings stehen den bisher unbekannten Verbindlichkeiten in Höhe von 1,8 Milliarden Euro, die zur Finanzierung von Wertpapieren und Derivaten dienten, nur bisher unbekannte Vermögenswerte in Höhe von rund 1,35 Milliarden Euro in Form von Wertpapieren gegenüber. Weiters sind auch Derivate in der Höhe von insgesamt rund 450 Millionen Euro als Vermögenswerte angeführt. Nach dem Bericht des von der Landesregierung beauftragten Wirtschaftsprüfers im Juli 2013 ist mit einem negativen Ergebnis in der Größenordnung von 350 Millionen Euro zu rechnen, davon etwa 300 Millionen an Geldern aus dem Wohnbaufonds, die das Land an den Fonds zurückzahlen muss.
Im April 2013 stellte der Rechtswissenschaftler Meinhard Lukas in einem Gutachten fest, dass durch die Auflösung des lange Zeit nicht öffentlich bekannten „Schattenportfolios“ im letzten Quartal des Jahres 2012 Verluste von etwa 205 Millionen Euro realisiert wurden. Bei der Auflösung der Derivate sei unprofessionell und mit mangelnder Sorgfalt vorgegangen worden, so Lukas.

## Aufarbeitung
Am 30. Jänner 2013 wurde im Salzburger Landtag ein Untersuchungsausschuss konstituiert, wobei auch über Astrid Rössler (Grüne) als Vorsitzende entschieden wurde. Da bei der Wahl dafür keine Stimmenmehrheit erzielt werden konnte, folgte ein Losentscheid. Als Untersuchungsgegenstand wurde bereits am 23. Jänner vom Salzburger Landtag die „Überprüfung des Finanzmanagements des Landes Salzburg seit 2001“ festgelegt.
Am 1. Februar 2013 begann ein Prozess vor dem Salzburger Arbeitsgericht, in dem Rathgeber gegen ihre fristlose Entlassung klagte. Anfang April wurde die Entlassung in erster Instanz, 2014 vom OGH letztinstanzlich bestätigt.
Staatsanwaltliche Ermittlungen wurden von der Wirtschafts- und Korruptionsstaatsanwaltschaft in Wien durchgeführt. Obwohl in der anonymen Anzeige auch Eduard Paulus und eine dritte Person genannt wurden, wurde zunächst nur die Referatsleiterin Monika Rathgeber als Beschuldigte geführt. Mit Stand Jänner 2014 wurde gegen insgesamt acht Personen wegen des Verdachts der Untreue oder Beihilfe zur Untreue ermittelt, darunter Monika Rathgeber, Eduard Paulus, Ex-Landesrat Othmar Raus und der damals amtierende Bürgermeister der Stadt Salzburg, Heinz Schaden.
Die Hauptangeklagte Monika Rathgeber wurde Februar 2016 wegen schweren Betruges und Urkundenfälschung ohne eigenen Bereicherungsvorsatz zu einer Haftstrafe von drei Jahren, wovon zwei Jahre Haft zur Bewährung ausgesetzt wurden, verurteilt. Das relativ milde Urteil erklärt sich durch das geständige Verhalten der Angeklagten und die Tatsache, dass sie sich dabei nicht selbst zu ihrem eigenen Vorteil bereichert hat. Nutznießer der Zahlungen waren Gebietskörperschaften.
Ebenfalls waren zwei Finanzstrafverfahren anhängig, nachdem das Land Salzburg Selbstanzeige erstattet hatte. Weil den Beschuldigten (u. a. Brenner, Paulus und Rathgeber) kein Vorsatz nachzuweisen war, wurden die Finanzstrafverfahren  im Jänner 2019 gegen eine Zahlung des Landes Salzburg in Höhe von 130 Millionen Euro an das Finanzamt eingestellt.
Am 28. Juli 2017 wurden alle sieben Angeklagten im Salzburger Swap-Prozess nicht rechtskräftig schuldig gesprochen. In der Folge gab der Salzburger Bürgermeister Heinz Schaden am 31. Juli 2017 seinen Rücktritt mit 20. September 2017 bekannt. Im Oktober 2019 wurden die Urteile gegen Heinz Schaden, Othmar Raus und Eduard Paulus vom Obersten Gerichtshof bestätigt und jeweils mehrjährige, teils bedingte Haftstrafen ausgesprochen.

## Einordnung
Soweit dies derzeit abschätzbar ist, hat sich keine der beteiligten Personen persönlich bereichert. Die tatsächliche Höhe der Spekulationsverluste befindet sich gesamt in der Größenordnung von ca. 350 Mio. € im Zeitraum von 2001 bis 2012, der Großteil der Verluste dürfte dabei im Jahr 2008 angefallen sein. Die Verluste seien teilweise bereits in vergangenen Budgets enthalten und nur teilweise budgetwirksam. Thomas Payer, einer der Anwälte von Frau Rathgeber, betonte: „Es gibt keinen Menschen, der nicht weiß, dass man mit solchen Geschäften auch verlieren kann“.
Ironischerweise hat der Bundesrechnungshof (RH) genau am Tag des Auffliegens der Salzburger Spekulationen seinen Endbericht über die Salzburger Landesfinanzen veröffentlicht, in dem von Unregelmäßigkeiten keine Rede ist: „Das Land Salzburg setzte fast alle Empfehlungen des RH um. Es schloss jedoch weiterhin komplexe – mit Risiko behaftete – Derivativgeschäfte ab, um dadurch zusätzliche Erträge zu erwirtschaften. Allerdings wurden durch den Abschluss zusätzlicher Sicherungsgeschäfte die Risikopositionen stark reduziert.“ Dieser Rechnungshofbericht über das Land Salzburg ist nicht auf dessen Homepage abrufbar.
Kritik wurde auch an der Österreichischen Bundesfinanzierungsagentur (ÖBFA) geäußert, die zwar das Land Salzburg mit Krediten in Höhe von 1,7 Milliarden Euro ausgestattet hat, obwohl das Salzburger Landesdefizit nur rund 700 Millionen Euro beträgt, und dann die Verwendung der Mittel nicht kontrolliert haben soll. Der Chef der ÖBFA, Klaus Kumpfmüller, erklärte dazu, seine Agentur habe keine Befugnis, als Kontroll- oder Aufsichtsorgan der Länder tätig zu werden. Im Übrigen hätten auch die dazu befugten Institutionen, Bundes- und Landesrechnungshof sowie Staatsschuldenausschuss und der Finanzbeirat des Landes Salzburg keine Kenntnis von den Spekulationsgeschäften erlangt. Finanzministerin Maria Fekter erklärte in den Salzburger Nachrichten: „Doch zu einem großen Anteil ist uns nicht bekannt, was Salzburg mit diesem Geld gemacht hat.“
Vertreter der beteiligen Banken äußerten sich gegenüber Medien nur anonym und wiesen auf die umfangreichen gesetzlichen Berichtspflichten der Banken hin: Bereits 2008 und 2009 seien nach Verlusten von bis zu 90 Millionen Euro bei Derivatgeschäften intensive Gespräche mit den Verantwortlichen des Landes geführt worden: „Da herrschte Casino-Mentalität. Da wurden die Einsätze laufend verdoppelt“ berichtete ein „Insider“ gegenüber den Salzburger Nachrichten. „Die Positionen sind von 2008 weg explodiert. Ganz schlimm war es 2011“. Das sei auch im Budgetvoranschlag des Landes ersichtlich gewesen, so der Banker. „Das hätte man merken müssen“.
Die deutsche Wirtschaftszeitung Handelsblatt bezeichnete die Salzburger Finanzgeschäfte als „Schneeballsystem“.